# دييغو دريفوس
دييغو دريفوس (بالإسبانية: Diego Dreyfus)‏ هو عارض مكسيكي، ولد في 23 ديسمبر 1979 في مدينة مكسيكو في المكسيك.